# آشکار
آشکار (به لاتین: Aşkar) یک منطقه مسکونی در جمهوری آذربایجان است که در شهرستان شماخی واقع شده است.